# 탓푸리 시즈오카
탓푸리 시즈오카(たっぷり静岡)은 NHK 시즈오카 방송국에서 제작해 방송되고 있는 프로그램이다. 저녁 시간 시즈오카현 지역의 소식을 전해주는 프로그램이다.

## 방송 시간
- 매주 월 ~ 금 오후 6시 10분 ~ 7시(50분)